# Hapi
| H | Aa5 · p | i | i |

Hapi je egipatski bog smrti. Ima glavu majmuna, odnosno, glavu pavijana. Povezivan je s Neftis, božicom grobnica. Neftis štiti mumije, a pomaže joj Hapi. Jedan je od četiri Horusova sina. Hapi je samo alternativni izgovor boga Nila Hapy.
Hapi se često zamjenjuje s Hapyjem, bogom Nila, zbog izgovora. Ta dva boga treba razlikovati, jer je Hapi Horusov sin i bog smrti, a Hapyjevo podrijetlo je nepoznato. Uz Hapija, spominju se još 3 Horusova sina koji štite mumije.

## Vanjske poveznice
|  | Zajednički poslužitelj ima još gradiva o temi Hapi |